# Estońska Formuła 3 Sezon 1985
1985 – osiemnasty sezon Estońskiej Formuły 3.
O mistrzostwie decydował rozgrywany 1 czerwca wyścig na torze Bikernieki, który wyłaniał również mistrza Litwy i mistrza Łotwy. W jego wyniku mistrzem Estonii został Urmas Haamer (Estonia 20).

## Wyniki wyścigu na torze Bikernieki
| 1                 |    |          | Urmas Haamer          | Estonia-Łada |               |           |  |
| 2                 |    |          | Sergejs Pugačs        | Estonia-Łada |               |           |  |
| 3                 |    |          | Aleksiej Leżniew      | Estonia-Łada |               |           |  |
| 4                 |    |          | Ilmar Pardane         | Estonia-Łada |               |           |  |
| 5                 |    |          | Grigorij Chrapunowicz | Estonia-Łada |               |           |  |
| 6                 |    |          | Egidijus Dailidė      | Estonia-Łada |               |           |  |
| 16                |    |          | Helmut Draudiņš       | Estonia-Łada |               |           |  |
|                   |    |          | Helmut Langerpaur     | Estonia-Łada |               |           |  |
|                   |    |          | Mindaugas Kairis      | Estonia-Łada |               |           |  |
|                   |    |          | Antanas Apolinskas    | Estonia-Łada |               |           |  |
| Niesklasyfikowani |    |          |                       |              |               |           |  |
|                   |    |          | Avo Soots             | Estonia-Łada |               |           |  |
|                   |    |          | Raul Sarap            | Estonia-Łada |               |           |  |
| P                 | Nr | Kierowca | Konstruktor           | Okr.         | Czas / Strata | Komentarz |  |

## Klasyfikacja mistrzostw Estonii
| Poz. | Kierowca          | Zespół         |
| ---- | ----------------- | -------------- |
| 1    | Urmas Haamer      | Jõud Harju     |
| 2    | Ilmar Pardane     | DOSAAF Tallinn |
| 3    | Helmut Langerpaur | Jõud Harju     |